# Robinson Chirinos
Robinson David Chirinos González (Punto Fijo, 5 giugno 1984) è un giocatore di baseball venezuelano, ricevitore per i Baltimore Orioles della Major League Baseball.

## Carriera

### Minor League (MiLB)
Chirinos firmò il 2 luglio 2000 con i Chicago Cubs. Iniziò a giocare nel 2001 nella classe Rookie e nel 2002 militò nella classe A-breve. Nel 2003 e 2004 giocò nella classe A e nel 2005 giocò nella classe A-avanzata. Nel 2006 tornò a giocare nella classe A. Dal 2007 al 2009 giocò sia nella classe A-avanzata che nella Doppia-A. Al termine della stagione 2008 divenne free agent, ma nel gennaio 2009 rifirmò con i Cubs. Nel 2010 militò nella Doppia-A e nella Tripla-A.
L'8 gennaio 2011, i Cubs scambiarono Chirinos, Chris Archer, Sam Fuld, Brandon Guyer e il giocatore di minor league Hak-Ju Lee con i Tampa Bay Rays per Matt Garza, Fernando Perez e Zac Rosscup.

### Major League (MLB)

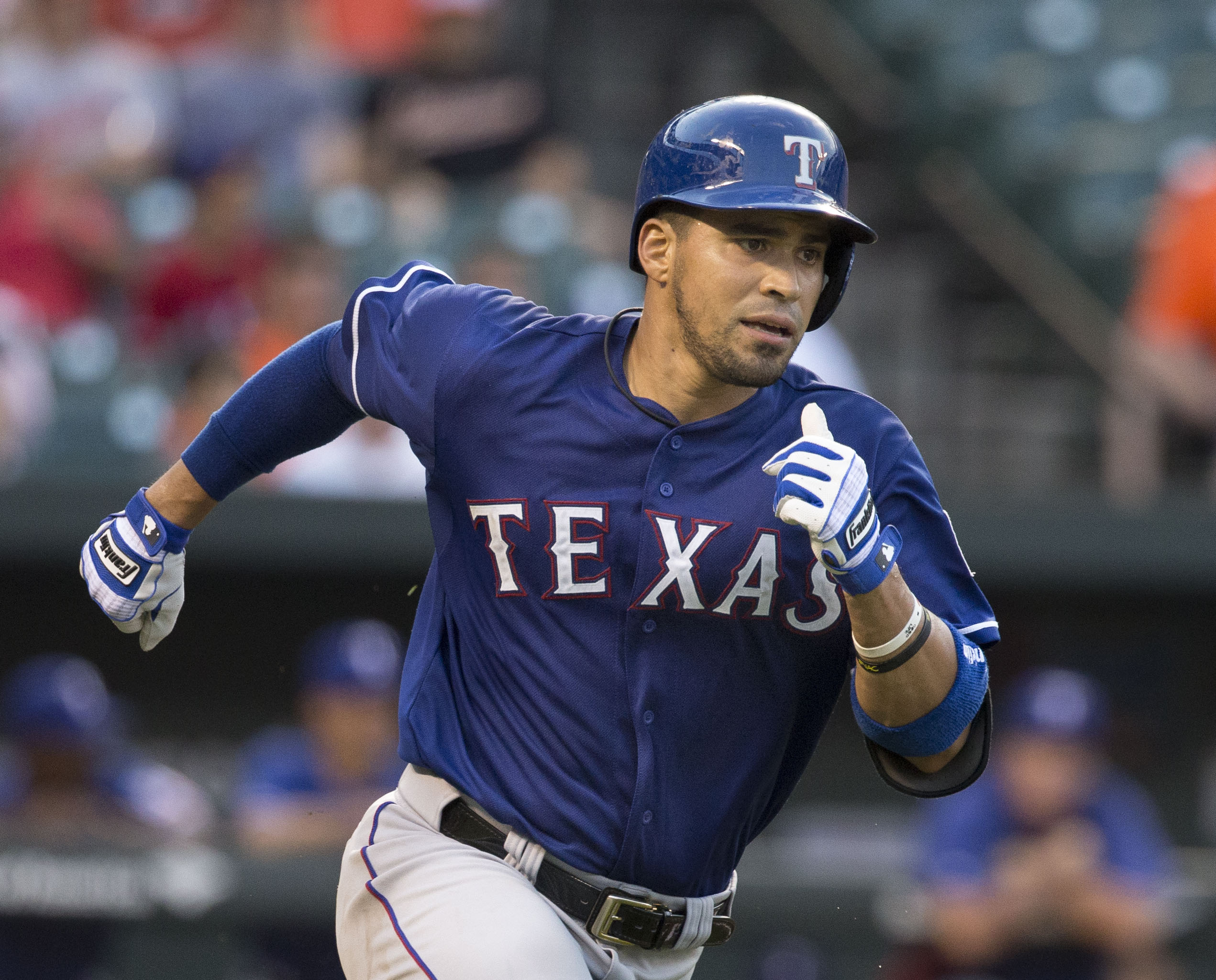
Chirinos con i Rangers nel 2014

Chirinos debuttò nella MLB il 18 luglio 2011, al Tropicana Field di St. Petersburg contro i New York Yankees, registrando la sua prima valida (un doppio) e segnando il primo punto. Batté il suo primo fuoricampo il 3 agosto contro i Blue Jays. Concluse la stagione con 20 partite disputate nella MLB e 78 nella Tripla-A.
Chirinos saltò l'intera stagione 2012 a causa di problemi fisici.
L'8 aprile 2013, i Rays scambiarono Chirinos con i Texas Rangers in cambio di una somma in denaro. Giocò durante la stagione solamente in 13 partite di MLB, mentre nella minor league partecipò a 78 incontri, tutti nella Tripla-A.
A partire dal 2014, Chirinos iniziò a essere impiegato stabilmente nella MLB. Nel 2014 inoltre partecipò per la prima volta al post stagione.
Al termine della stagione 2018, i Rangers declinarono l'opzione di 4.5 milioni di dollari per la stagione successiva, rendendo di fatto Chirinos free agent.
Il 6 dicembre 2018, Chirinos firmò un contratto annuale con gli Houston Astros. Durante la post stagione 2019, Chirinos partecipò per la prima volta alle World Series. Divenne nuovamente free agent alla fine della competizione.
Il 15 gennaio 2020, Chirinos firmò un nuovo contratto valido un anno con i Rangers, con inclusa un'opzione della squadra per la stagione 2021.
Il 31 agosto 2020, i Rangers scambiarono Chirinos e Todd Frazier con i New York Mets per due giocatori da nominare in seguito. Divenne free agent a stagione conclusa.
Il 15 febbraio 2021, Chirinos firmò un contratto di minor league con i New York Yankees con un invito Spring Training incluso. Prima dell'inizio della stagione regolare, il 10 marzo contro i Pirates, Chirinos venne colpito alle mani da un lancio, fratturandosi il polso destro. Il 16 marzo si sottopose ad un'operazione chirurgica e il 27 marzo venne svincolato dalla franchigia. Tuttavia due giorni dopo, il 29 marzo, Chirinos firmò un nuovo contratto di minor league con gli Yankees. Il 4 luglio venne nuovamente svincolato dalla franchigia, senza aver disputato alcuna partita nella MLB.
Il 5 luglio 2021, Chirinos firmò un nuovo contratto con i Chicago Cubs, che lo resero free agent a fine stagione.
Il 14 marzo 2022, Chirinos firmò un contratto annuale con i Baltimore Orioles.

## Carriera internazionale
Chirinos venne convocato dalla nazionale venezuelana per partecipare al World Baseball Classic 2017 e nell'ottobre 2018 venne selezionato nella squadra degli MLB All-Star per partecipare alle MLB Japan All-Star Series.